# Jens Jørn Bertelsen
Jens Jørn Haahr Bertelsen (Guldager, 1952. február 15. –) dán válogatott labdarúgó.

## Pályafutása

### Klubcsapatban
Guldagerban, Esbjerg külvárosában született. Pályafutását az Esbjerg fB csapatában kezdte 1973-ban. Pályafutása nagy részét itt töltötte, egészen 1982-ig szolgálta a klubot. 1976-ban dán kupát, 1979-ben pedig bajnoki címet szerzett. 1982-ben Belgiumba az RFC Seraing együtteséhez szerződött, ahol két szezont töltött. 1984-ben a Seraing csődbe ment és eligazolt a francia FC Rouen gárdájához. Mindössze egy szezon után innen is távozott és 1985 nyarán aláírt a svájci FC Aarau csapatához. 1987-ben hazatért és ismét az Esbjerg játékosa lett. Pályafutását 1988-ban fejezte be.

### A válogatottban
1975-ben a dán U21-es válogatottban 5 mérkőzésen lépett pályára.
1976 és 1987 között 69 alkalommal szerepelt a dán válogatottban és 2 gólt szerzett. Részt vett az 1984-es Európa-bajnokságon és az 1986-os világbajnokságon. 

## Sikerei, díjai
Esbjerg fB
- Dán bajnok (1): 1978–79
- Dán kupa (1): 1975–76

Egyéni
- Az év dán labdarúgója (1): 1979

## Külső hivatkozások
- Jens Jørn Bertelsen adatlapja a National-Football-Teams.com oldalon (angolul)

- Jens Jørn Bertelsen (dán nyelven). dbu.dk, DBU
- Jens Jørn Bertelsen (angol nyelven). FootballDatabase.eu
- Jens Jørn Bertelsen (angol nyelven). eu-football.info